# Султан Хусейн
Султан Хусейн (1380—1405) — царевич и военачальник в войске своего деда Тамерлана, дед правителя и поэта Хусейна Байкары.

## Биография
Сын царевны Тагайшах, старшей дочери Тамерлана и её мужа Мухаммад-бека из рода тайджиут. Потеряв мать в юном возрасте, воспитывался своим дедом Тамерланом и его главной женой Сарай-мульк ханым.
В войнах своего деда проявил себя как талантливый военачальник, отличившись в ряде битв. В Индийском походе в битве при Дели, в декабре 1398 года атака его воинов на правое крыло индийской армии отбросила индийцев к городским воротам. При осаде Дамаска осенью 1400 года Султан Хусейн перешёл на сторону осажденных, во время одной из вылазок в январе 1401 года он попал в плен и был приведён к деду, где ему прежде всего отрезали косу и заставили его переменить одежду. В Ангорской битве 20 июля 1402 года командовал левым флангом армии, атаковав фланг османской армии, который в результате был разбит. По приказу деда вместе с Сулейманом-шахом он отправился с армией в малоазиатские владения османов, где участвовал во взятии Акшехира и Карахисара.
В декабре 1404 года в планируемом походе на Китай, ему было доверено левое крыло армии, но поход не состоялся из-за суровой зимы и смерти Тимура в феврале 1405 года. После смерти деда покинул армию с отрядом 1000 человек и ушёл к Самарканду, тогда как другие царевичи и эмиры присягнули Халилю-Султану. Весной 1405 года решил присоединиться к Халилю-Султану, который доверил ему 30000 воинов и отправил в поход против Пир-Мухаммеда, но царевич решил сам побороться за власть с Халилем-Султаном, но был разбит. Оставив имущество и гарем в руках победителей царевич бежал к своему дяде Сулейман-шаху.
Опасаясь выдачи Халилю Султан Хусейн и Сулейман-шах бежали в Герат к Шахруху, где Шахрух приказал его посадить в тюрьму и убить. Кожа его головы, набитая травой, была послана Пир-Мухаммеду, отдельные части тела были выставлены на гератских базарах.